# Meißner Granit

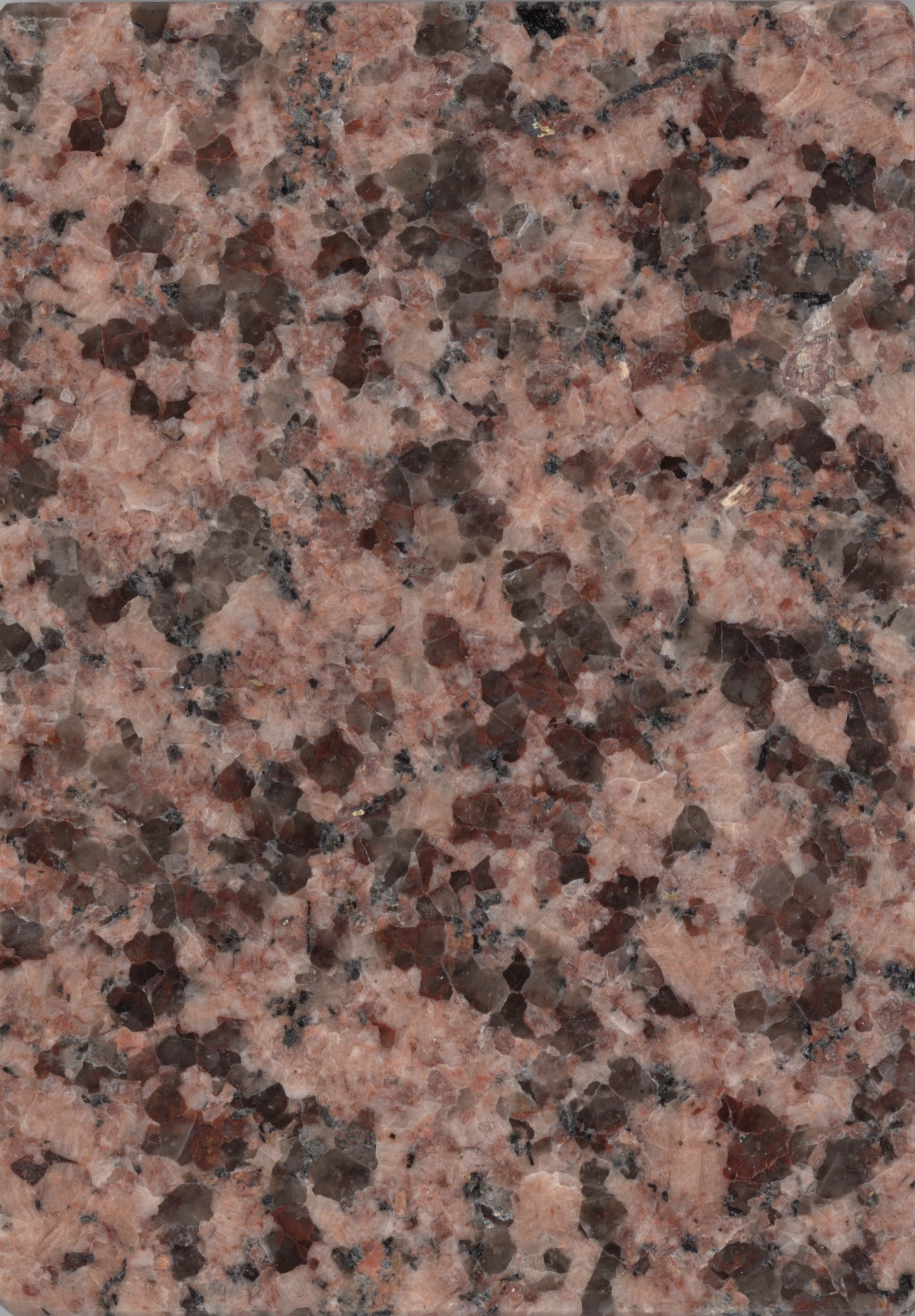
Muster des Meißner Granits (Typ Hellrot)

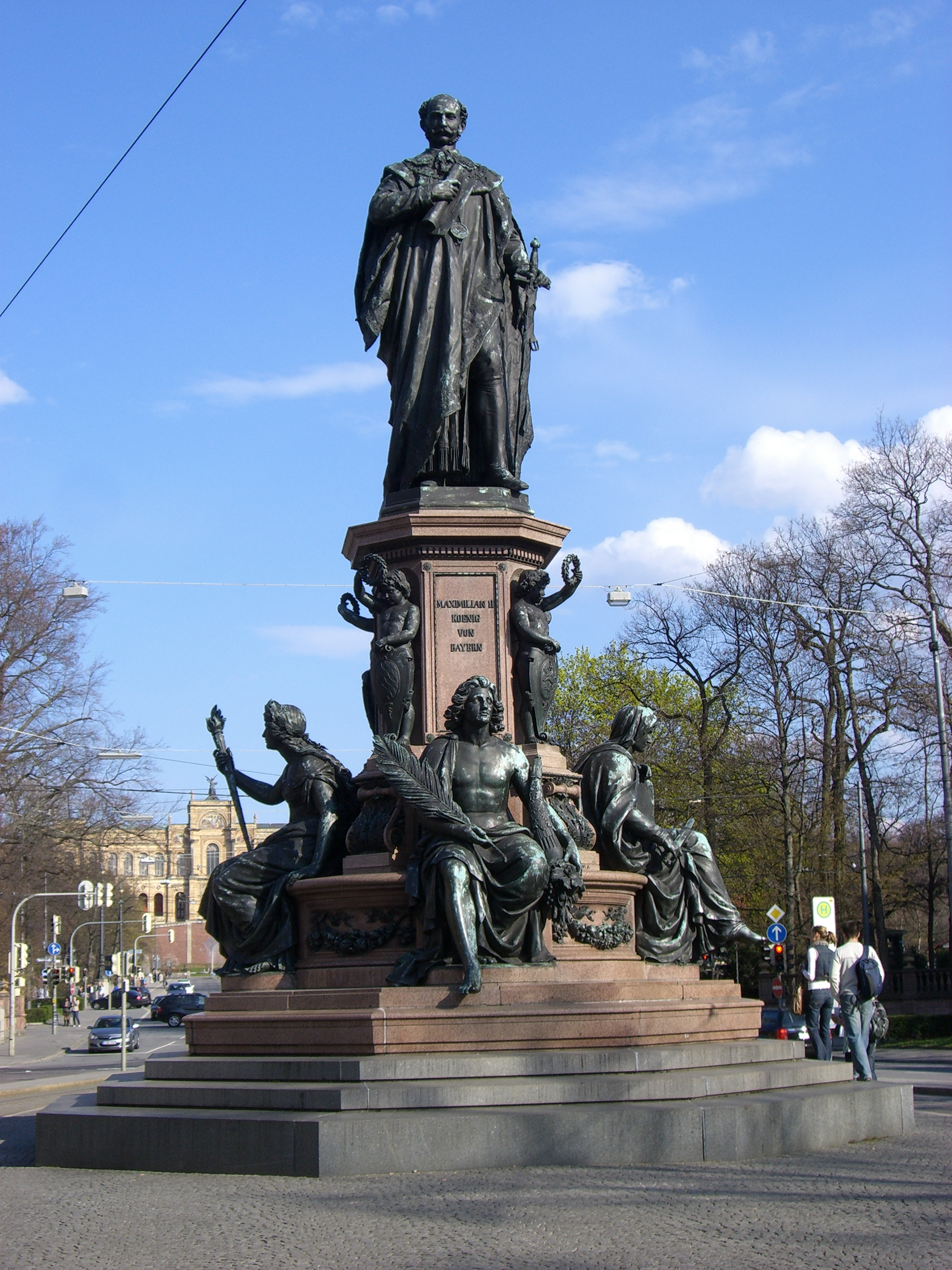
Das Maxmonument in München mit Bronzeskulpturen und fünf Meter hohem Sockel aus Meißner Granit auf grauem Syenit

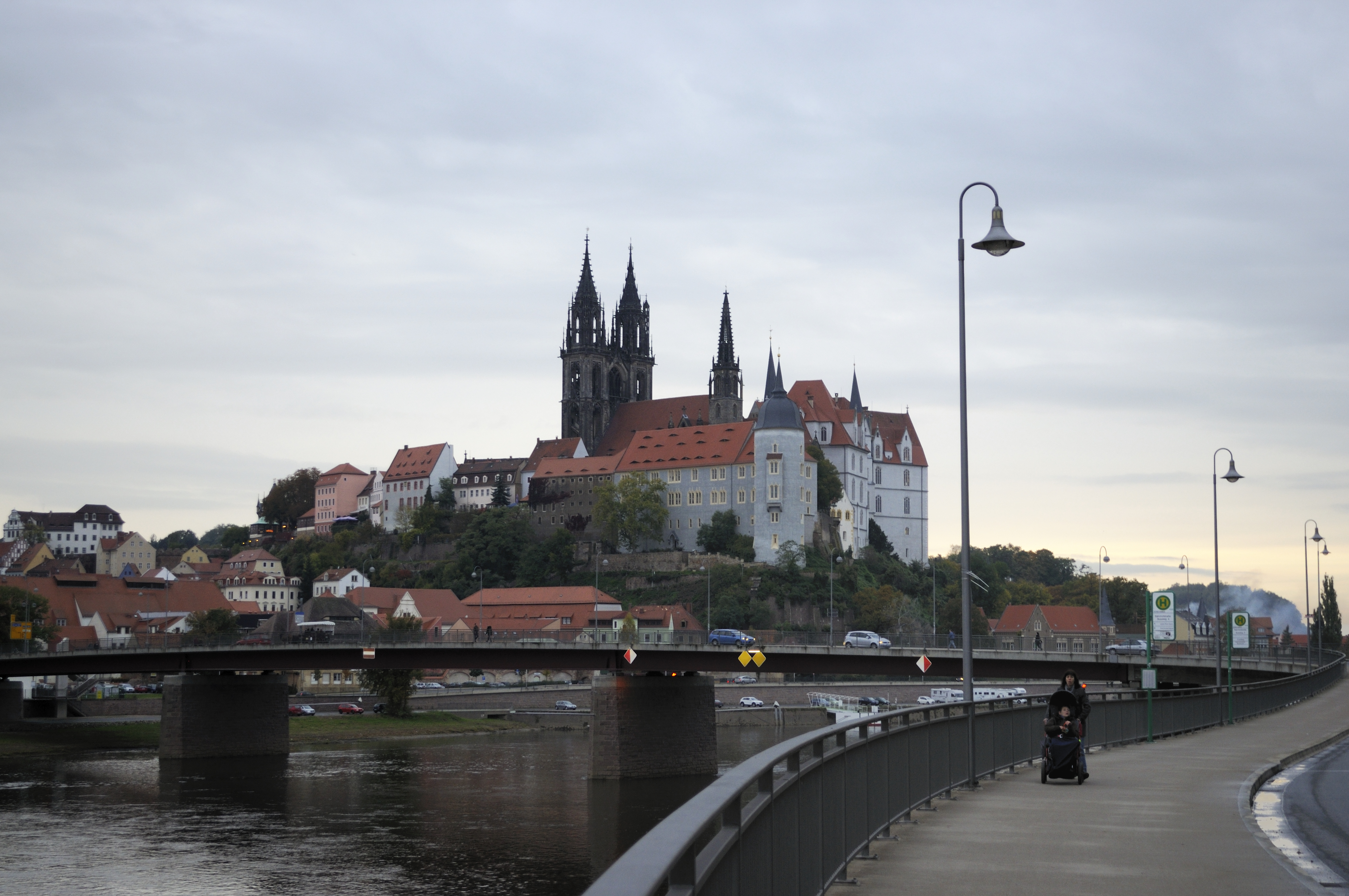
Die Pfeiler der Alten Elbebrücke von Meißen sind mit Meißner Granit verblendet

Meißner Granit oder Roter Meißner Granit wird am Nordostrand der Kreisstadt Meißen beim Stadtteil Zscheila im Freistaat Sachsen gewonnen. Er entstand vor 320 Millionen Jahren im Karbon.

## Name
Der Meißner Granit wurde vor 1914 auch Rose de Saxe und Riesenstein-Granit genannt. Verbreitet ist auch die Bezeichnung Roter Meißner Granit, bzw. Roter Meißner. Der Name Riesenstein bezeichnet einen Steinbruch, der heute im Stadtgebiet von Meißen im Ortsteil Zscheila liegt, mit Wasser vollgelaufen ist und als Tauchersee dient. Der damalige Inhaber und Eigentümer dieses Steinbruchs war Karl Hirschnitz. Der Steinbruch wird heute im Geotopkataster unter der Nr. 164 geführt. Es handelte sich hierbei um den bekanntesten Steinbruch für die Gewinnung des Meißner Granits und wird auch Hirschnitzsteinbruch genannt.
Steinbrüche die, wie der Hirschnitzsteinbruch um 1910 Meißner Granit abbauten waren: Meißner Granitwerk – Oswald Köhler (bei Meißen), August Seifert – Granit- und Syenitwerke (in Meißen), Meißen-Zscheilaer Granitwerk – Georg Wolf (in Meißen-Zscheila).

## Geologie
Die Elbezone folgt einer ausgeprägten geologischen Störungszone, in der zahlreiche tektonische Gesteins-Verschiebungen stattfanden. Im Mittelvaristikum drangen granitische Schmelzen in diese Zone ein und bildeten das Granitvorkommen, das ein Teil des Meißener Massivs überwiegend aus Monzoniten und Graniten ist. Die große Magmakammer kühlte in langen Zeiträumen aus und bildete die Kristalle des Meißner Granits. Der Komplex des Meißener Massivs wurde in der Folgezeit weiter tektonisch gestresst und dabei stark zerklüftet.

## Gesteinsbeschreibung und Mineralbestand
Der mittelkörnige Meißner Granit ist hell- bis fleischrot. Er setzt sich zusammen aus 38 % Orthoklas, 32 % Quarz, 23 % Plagioklas, 4 % Biotit und zusammen 1 % Hämatit und Magnetit. Akzessorien im Gestein bilden Muskovit, Zirkon und Apatit.

## Steinbruchsgeschichte
Um 1830 wurden die ersten Steinbrüche des Meißner Granits angelegt und bis Ende des 19. Jahrhunderts Werksteine und vor allem Mauersteine gewonnen, dies änderte sich hinsichtlich einer Produktion von vor allem Werksteinen. Da auf dem internationalen Markt zahlreiche rote Granite gehandelt werden, veränderte sich die Nachfrage ab 1990 von Werksteinen hin zur Edelsplittproduktion sowie zu Mauer- und Wassersteinen sowie Gabionen. Derzeit (2011) erfolgt nur noch in einem Steinbruch vor allem eine Schotter-, Splitt- und Betonsteinherstellung.
Der ehemalige Steinbruch Riesenstein, ist heute ein mit Wasser gefülltes Tauchgewässer (→ Koordinaten: 51° 10′ 2″ N, 13° 29′ 46″ O).

## Verwendung
Der Meißner Granit war vor 1945 ein begehrter Granit im Bauwesen wie auch für Grabsteine und Denkmale. Nach dem Zweiten Weltkrieg war in der DDR der Bedarf an diesem Naturstein groß. Aufgrund der starken Zerklüftung des Vorkommens war die Werksteingewinnung begrenzt. Verwendet wurde Meißner Granit für Monumente häufig für Piedestale, Altäre und Taufbecken sowie vereinzelt in der Bildhauerei, wobei vor allem die dunkelroten Typen begehrt waren. Im Bauwesen fand er Verwendung als Mauerstein und für Fußboden- und Treppenbeläge.
Viele Autobahnbrücken und -bauwerke in Sachsen und Brandenburg wurden aus Meißner Granit gebaut. Pfeiler und Brückenköpfe der zweiten Carolabrücke in Dresden erhielten eine Verkleidung aus diesem Granit. Aus Meißner Granit bestehen außerdem das Maxmonument des bayerischen Königs Maximillian II. in München, der Lindenplatz-Brunnen in St. Gallen in der Schweiz, die Belle-Alliance-Brücke beim Mehringplatz in Berlin und im Meißner Stadtteil Cölln die neogotische Johanneskirche. Meißner Granit fand 1857 auch bei der Errichtung des Napoleonsteins, einem Gedenkstein am Befehlsstand Kaiser Napoleons in der Völkerschlacht bei Leipzig-Probstheida Verwendung.

## Sonstiges
Der etwa 700 Meter lange Schottenbergtunnel, der 2007 eröffnet wurde, führt durch einen kleinen Teil des Meißener Massivs (Pluton) westlich des Stadtzentrums, ein magmatischer Komplex zwischen Weesenstein und fast bis Torgau aus Dioriten, Granitoiden und Monzonitoiden, durchzogen von rhyolithischen, mafischen und granitischen Ganggesteinen.

## Fotos

Aus Meißner Granit gefertigte oder damit verzierte Artefakte
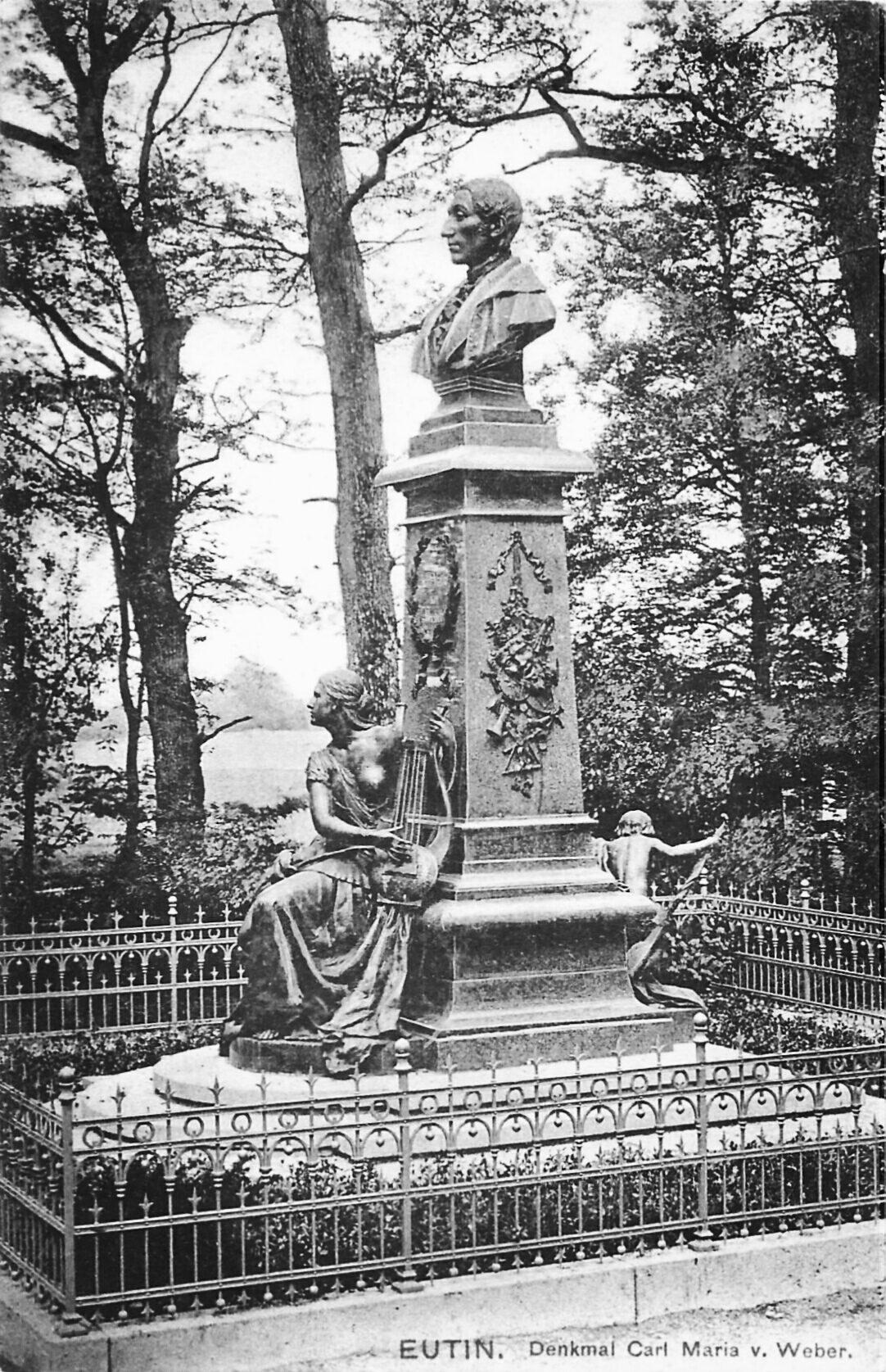
Der Piedestal der Büste von Carl Maria von Weber im Eutin besteht aus Meißner Granit.
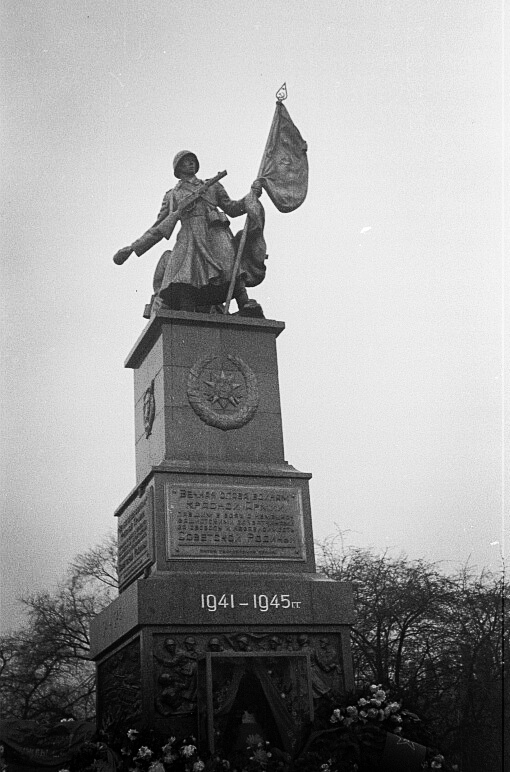
Das sowjetische Ehrenmal von Otto Rost, das am Dresdner Albertplatz stand, wurde aus Meißner Granit gefertigt.
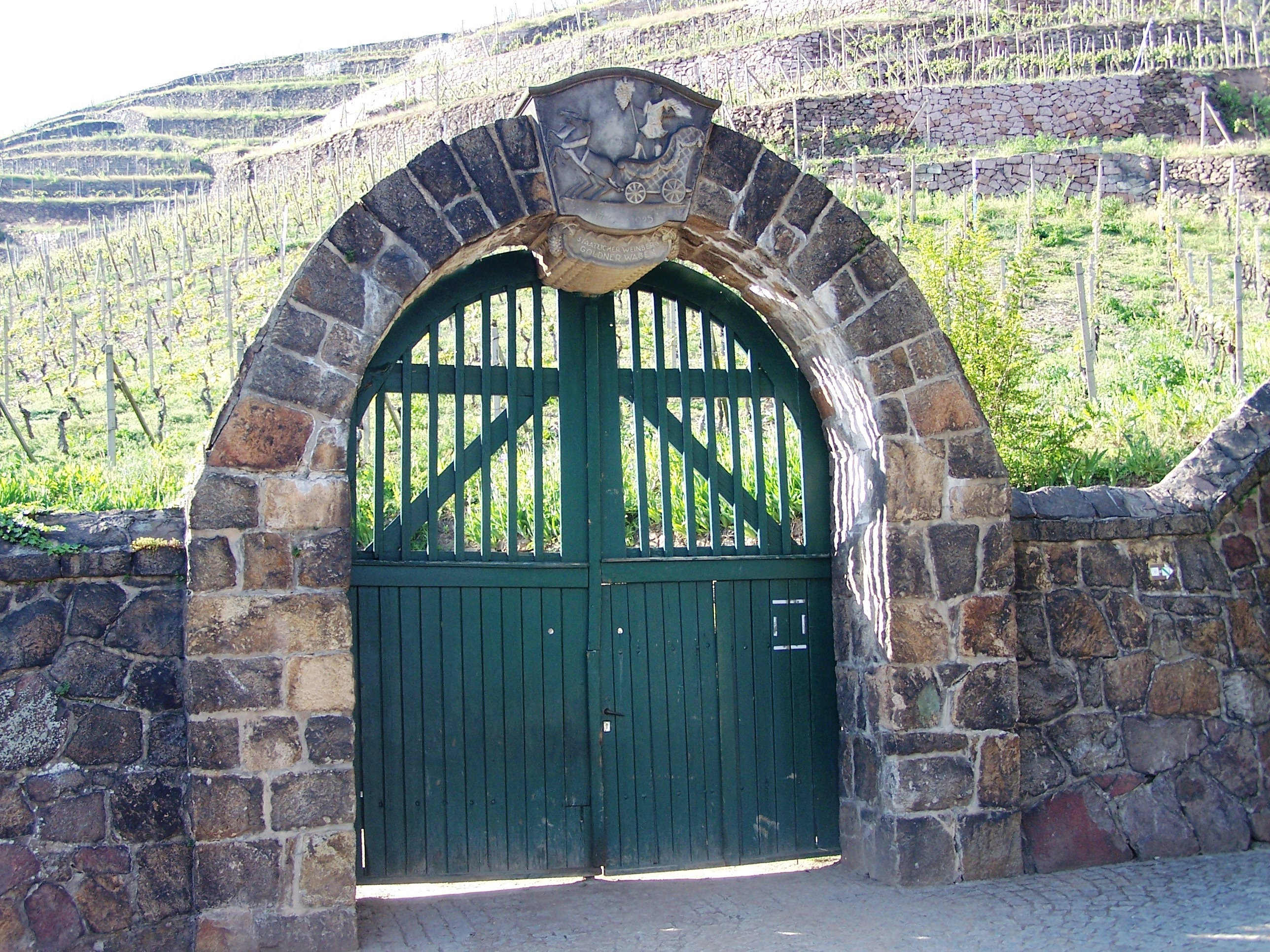
Das Eingangstor zum Weinberg Radebeuler Goldener Wagen ist aus Meißner Granit, der Schlussstein ist aus Sandstein.
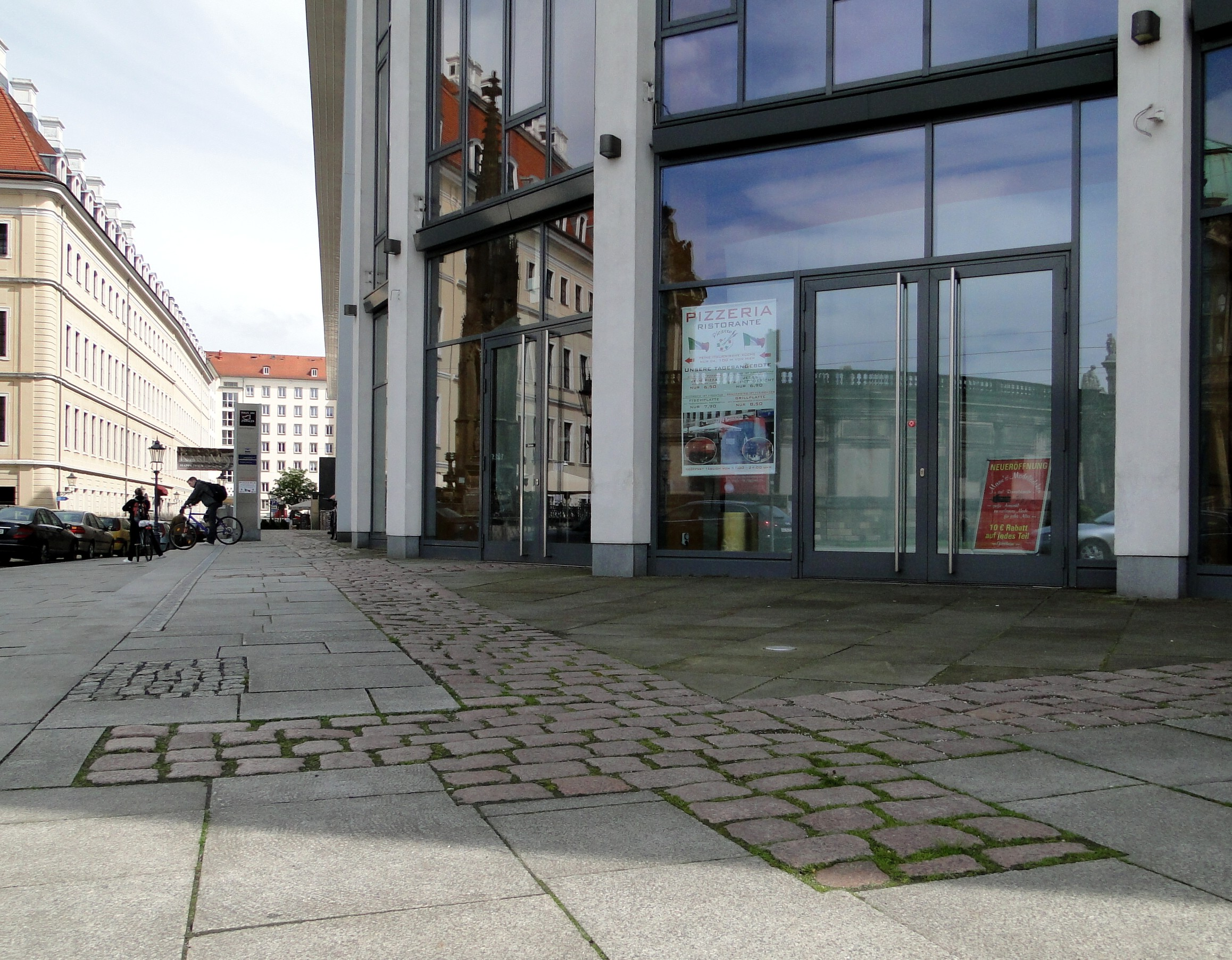
Der Grundriss der abgerissenen Sophienkirche am Haus am Zwinger in Dresden ist als Pflaster aus Meißner Granit nachgebildet.
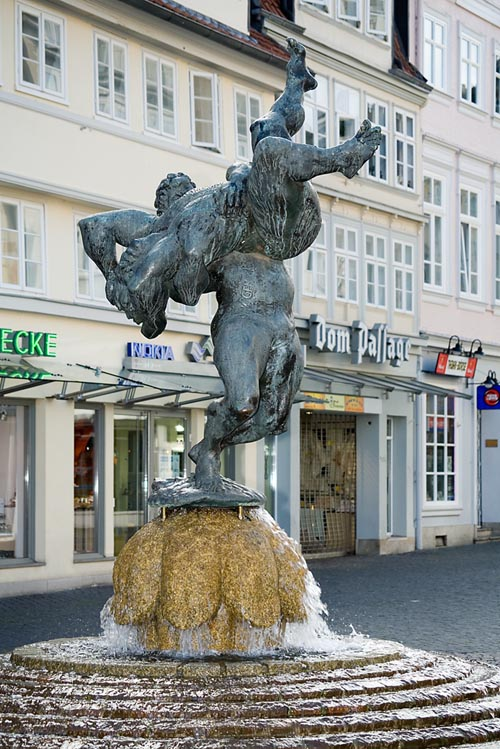
Der Sockel des Ringerbrunnens in Braunschweig besteht aus Meißner und Lausitzer Granit.
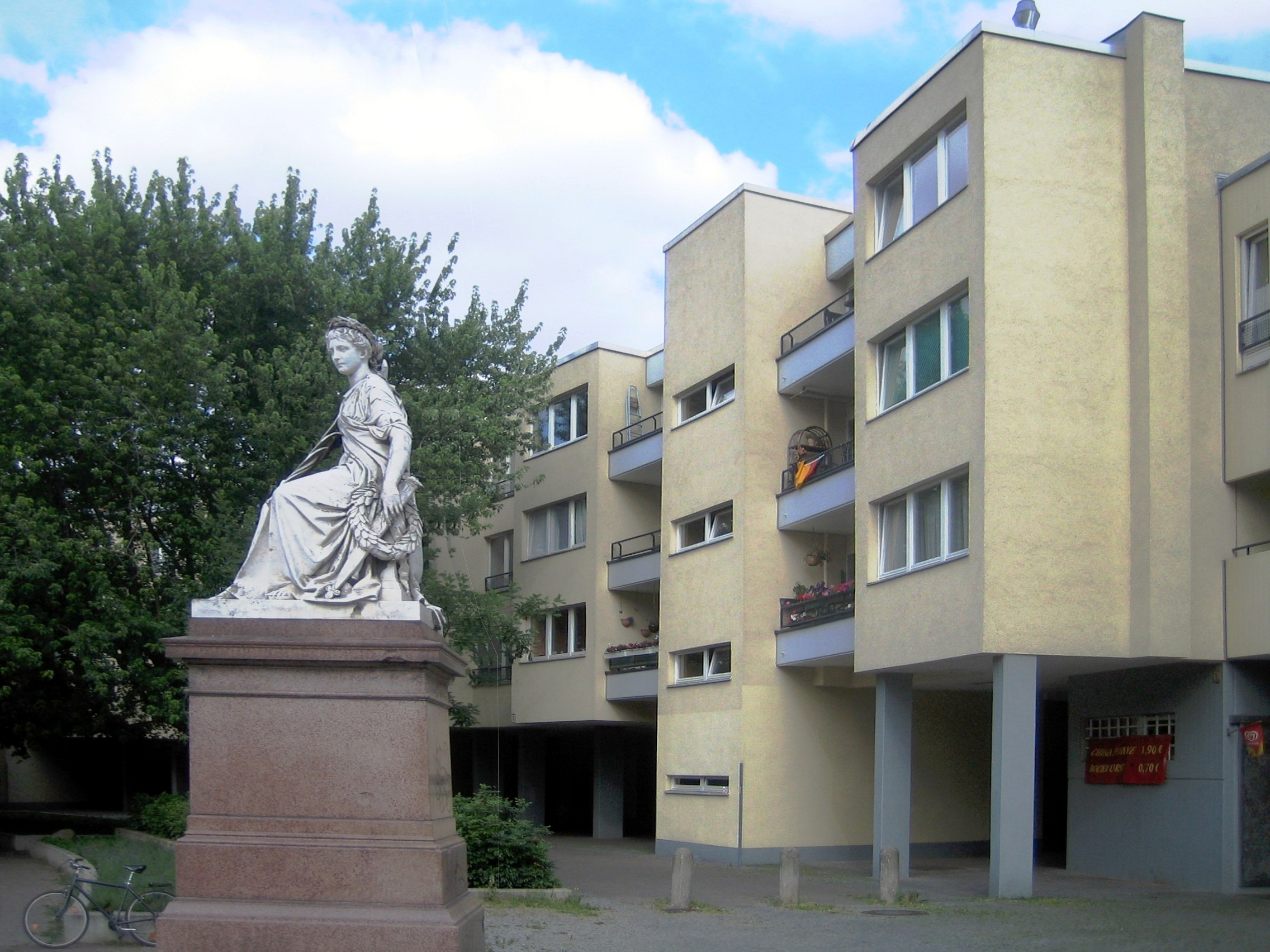
Der Piedestal der Berliner Skulptur Der Friede auf dem Mehringplatz von Albert Wolff (1879) ist aus Meißner Granit.
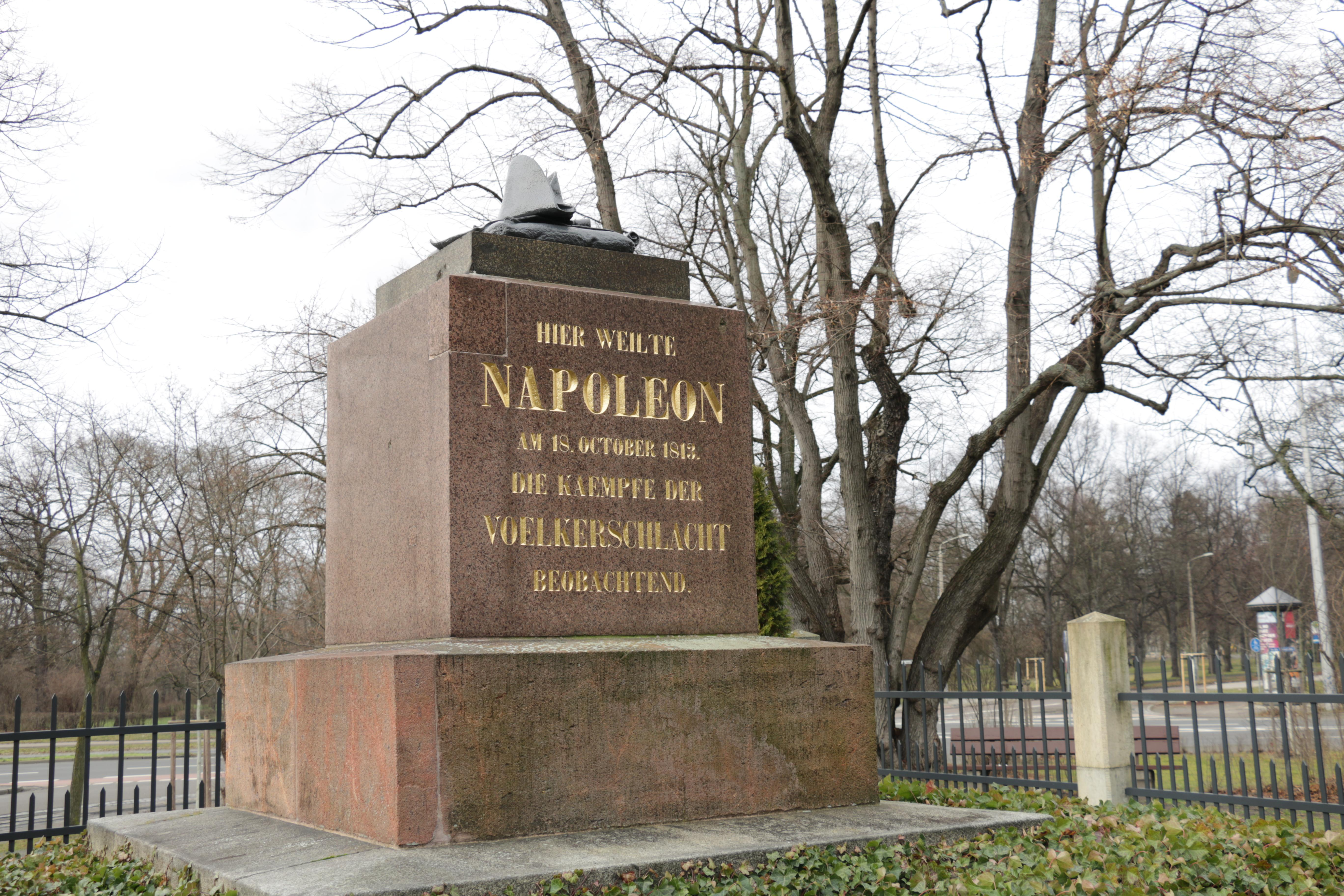
Napoleonstein von 1857 in Leipzig, oberer Kubus aus Meißner Granit
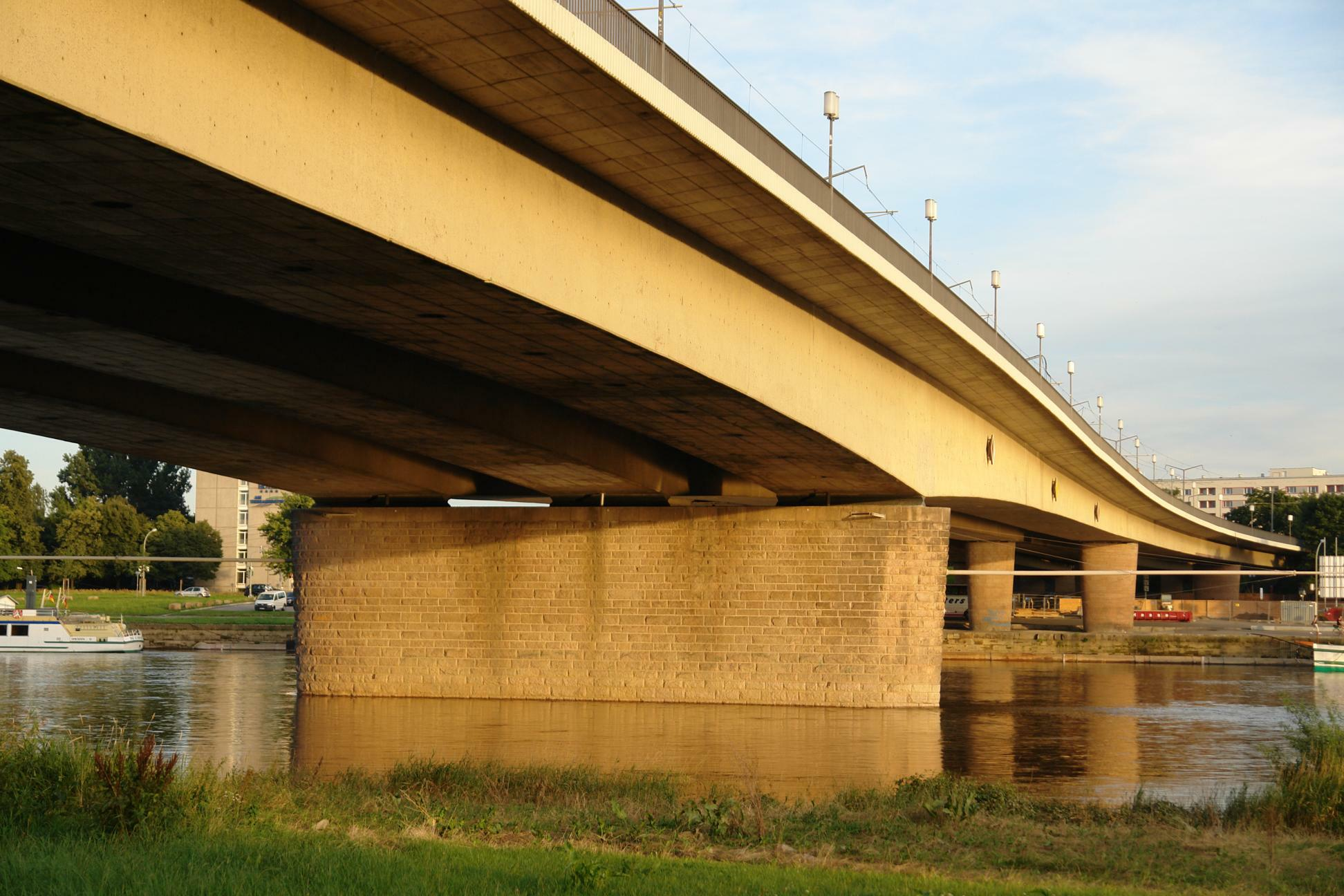
Pfeilerverkleidung an der zweiten Carolabrücke in Dresden